# RAI-Klasse 41.0
Die RAI-Klasse 41.0 ist eine Baureihe von Dampflokomotiven für die Transiranische Eisenbahn.

## Geschichte
Als Reza Schah Pahlavi  im April 1933 einen neuen Vertrag mit dem dänisch-schwedischen Kampsax-Konsortium zum Bau der Transiranischen Eisenbahn abgeschlossen hatte, holte er sich zusätzlich Hilfe von der Great Western Railway (GWR) in Großbritannien. Die ersten Lokomotivbestellungen für den neuen Vertrag wurden nicht von herkömmlichen Ingenieurbüros überwacht, sondern in die Hände der GWR gelegt. Diese schickte 1933 F. C. Hall als Berater der persischen Regierung in den Iran.
Hall erstellte Spezifikationen für fünf Lokomotiven mit der Achsanordnung 2-8-0 und später auch für vier Garratts der Klasse 86. Die detaillierte Planung und Konstruktion wurde von Beyer-Peacock durchgeführt.
Die Lokomotiven mit den Fabriknummern 6771 bis 6775 wurden bei der RAI als Klasse 41.0 bezeichnet. Wobei die 4 für die Anzahl der angetriebenen Achsen stand und die 1 für die Anzahl der Laufachsen.
Die RAI war mit den Maschinen, die in den 1940er Jahren überholt wurden, sehr zufrieden. Wie lange sie im Einsatz waren, ist nicht bekannt.